# Hornavan
L'Hornavan è un lago della Svezia, l'ottavo per estensione e il primo per profondità del Paese scandinavo.

## Descrizione

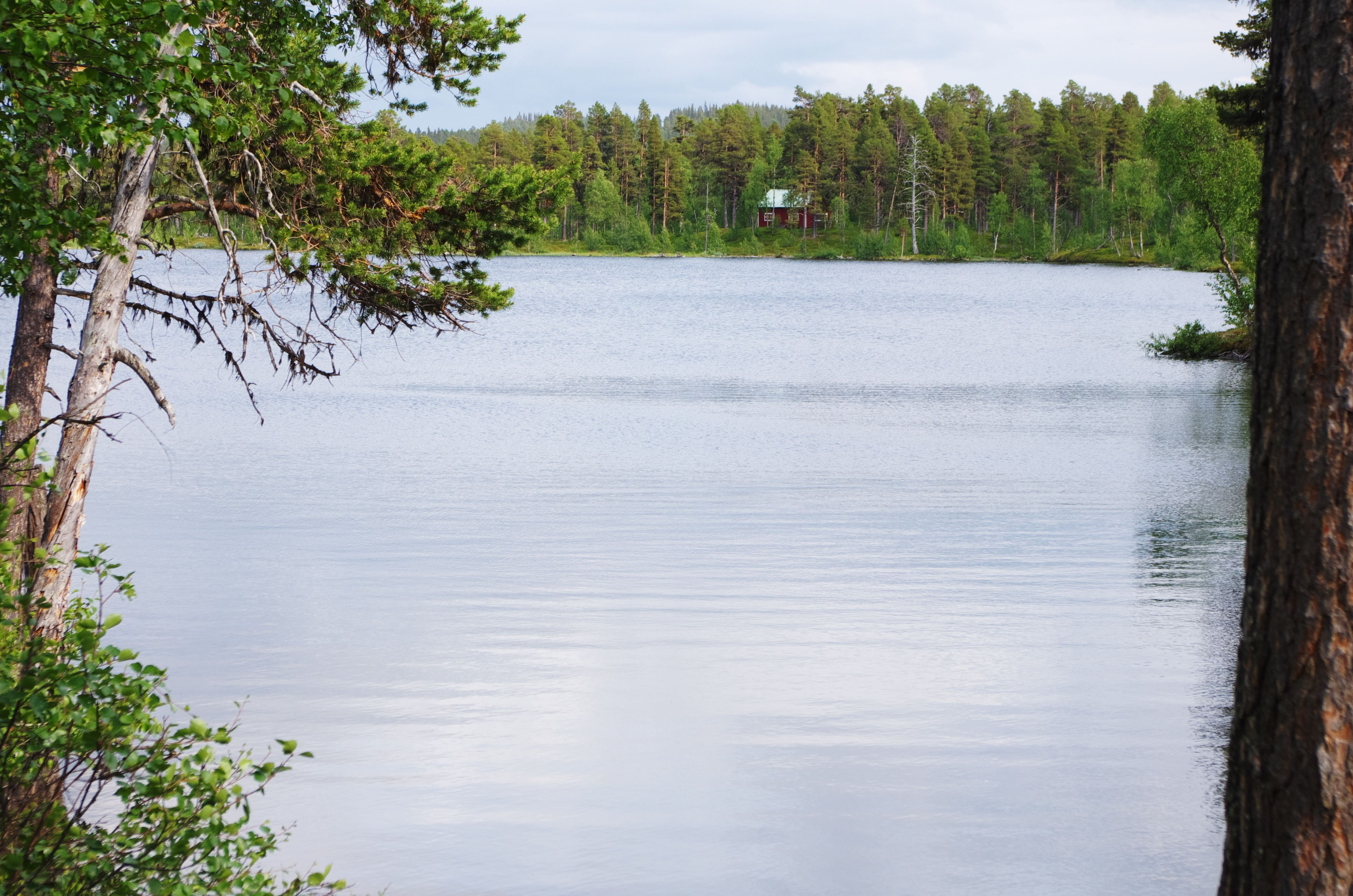
Uno scorcio del lago nella sua parte nord-occidentale (luglio 2015).

Il lago si trova nel comune di Arjeplog, nella Lapponia svedese, all'estremo nord della Svezia. I suoi 262 km² si sviluppano in una forma allungata di 70 km su un altipiano a 425 m s.l.m. alle pendici dei Monti Scandinavi. Le circa 400 isole minori sono caratterizzate da flora e fauna uniche.
Lungo la sua sponda meridionale l'Hornavan è collegato con il lago Uddjaure. L'area attorno al lago è scarsamente popolata; l'insediamento di Arjeplog sorge sulla sponda meridionale, mentre Jäkkvik è localizzato all'estremità opposta del lago, a nord-ovest.
Il lago è stato sfruttato per la produzione di energia idroelettrica, nonostante ciò la sua acqua è potabile ed è utilizzata per l'approvvigionamento idrico degli insediamenti nel comune di Arjeplog. Per via della regolamentazione del flusso d'acqua per la produzione idroelettrica la superficie del lago varia tra 220 e 283 km².

## Fauna
L'Hornavan ospita diverse specie autoctone di coregoni: Coregonus pallasii, Coregonus megalops, Coregonus maxillaris, Coregonus nelssonii e Coregonus widegreni; il Coregonus maraena è stato introdotto negli anni '40.
La pesca alla traina è comune nella acque dell'Hornavan, ricche di trote.